# Kotschkor
Kotschkor (kirgisisch Кочкор, englisch Kochkor) ist ein großes Dorf mit rund 10.000 Einwohnern im Norden des Oblus Naryn in der zentralasiatischen Republik Kirgisistan. Der Ort ist Verwaltungszentrum des Rajons Kotschkor. Frühere Namen waren Stolypin (russisch Столыпин) während der Zeit des russischen Kaiserreichs und Kotschkorka (russisch Кочкорка) während der Zeit der Sowjetunion.

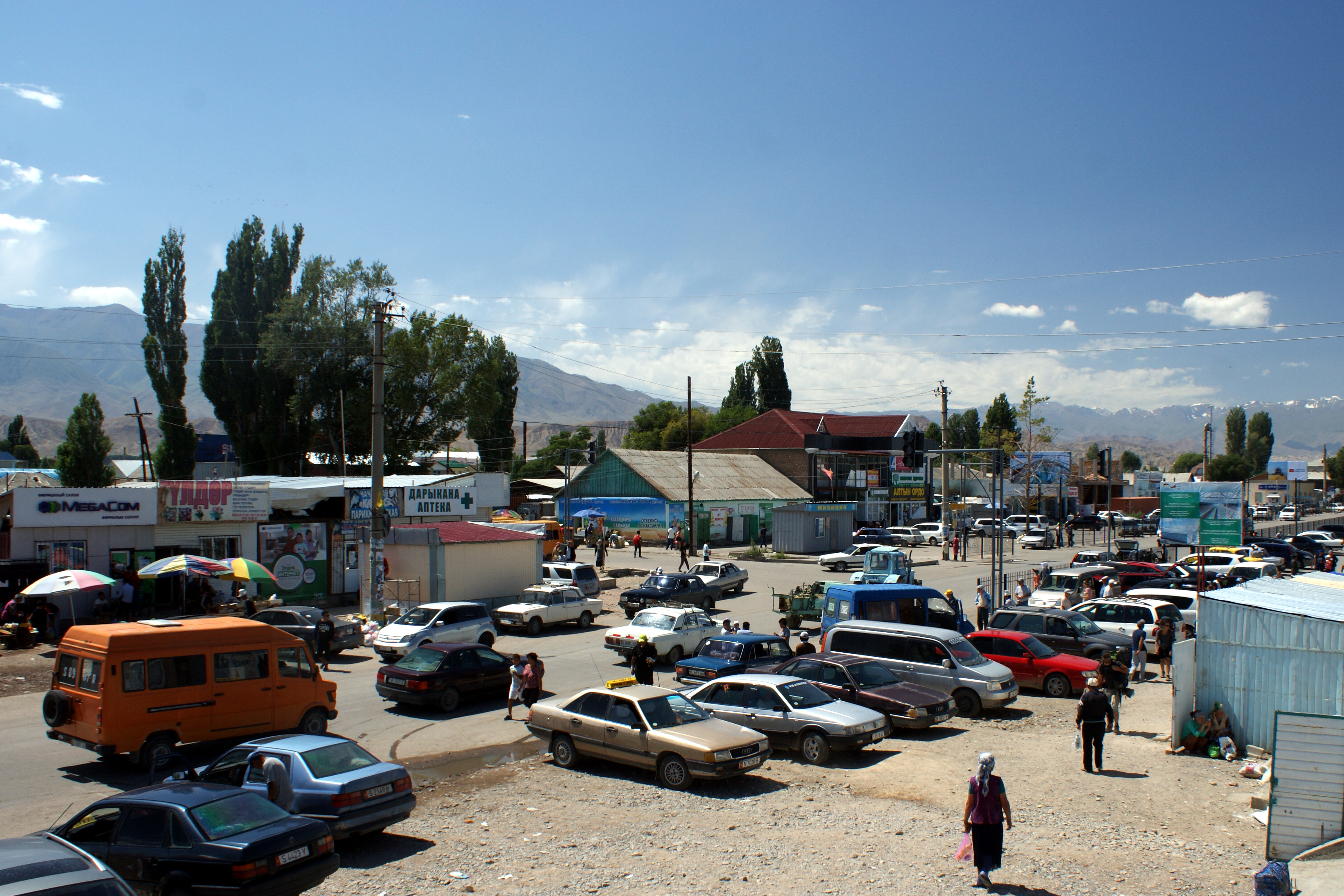
Straßenszene im Zentrum von Kotschkor

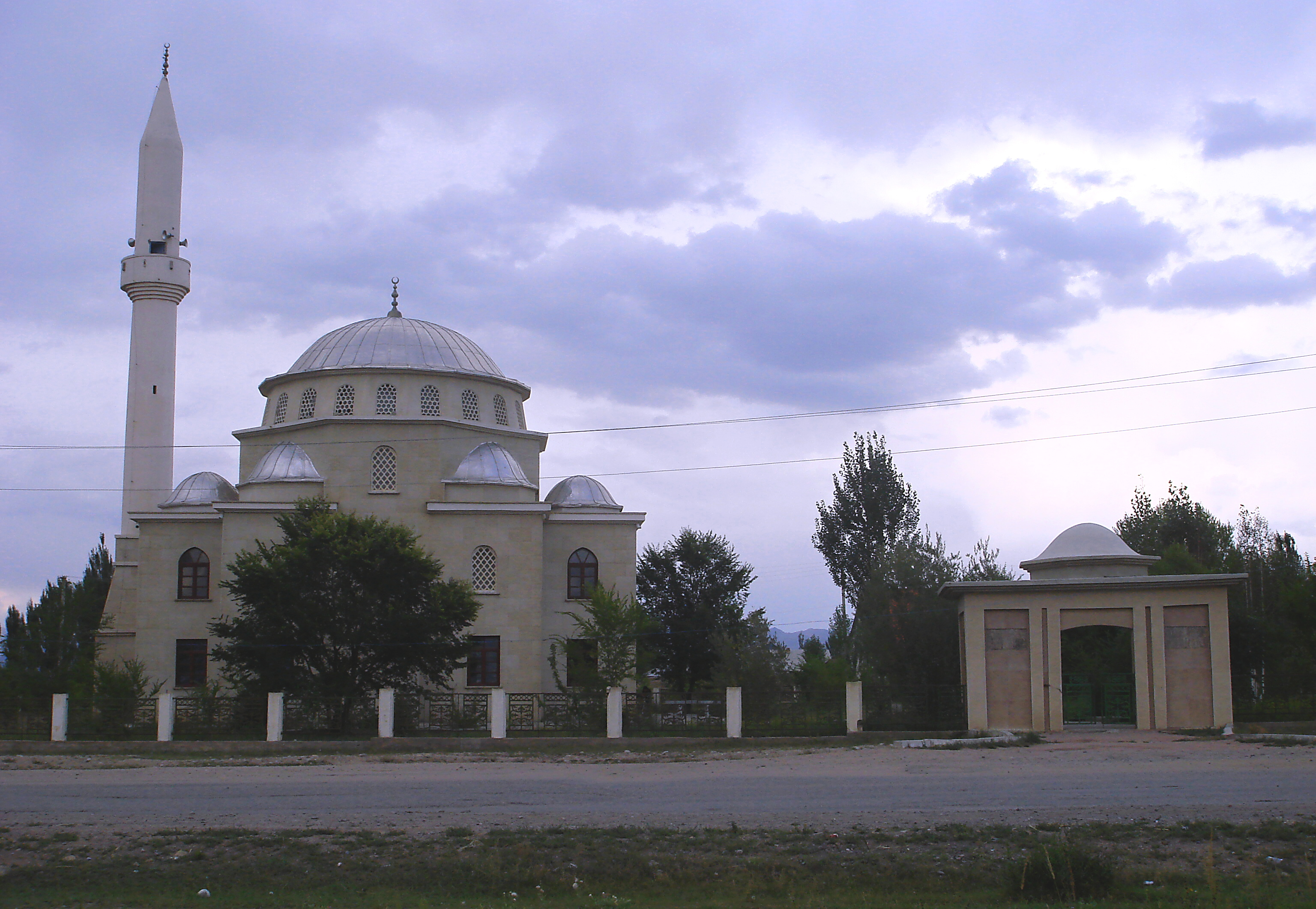
Von der Türkei finanzierte neue Moschee in Kotschkor

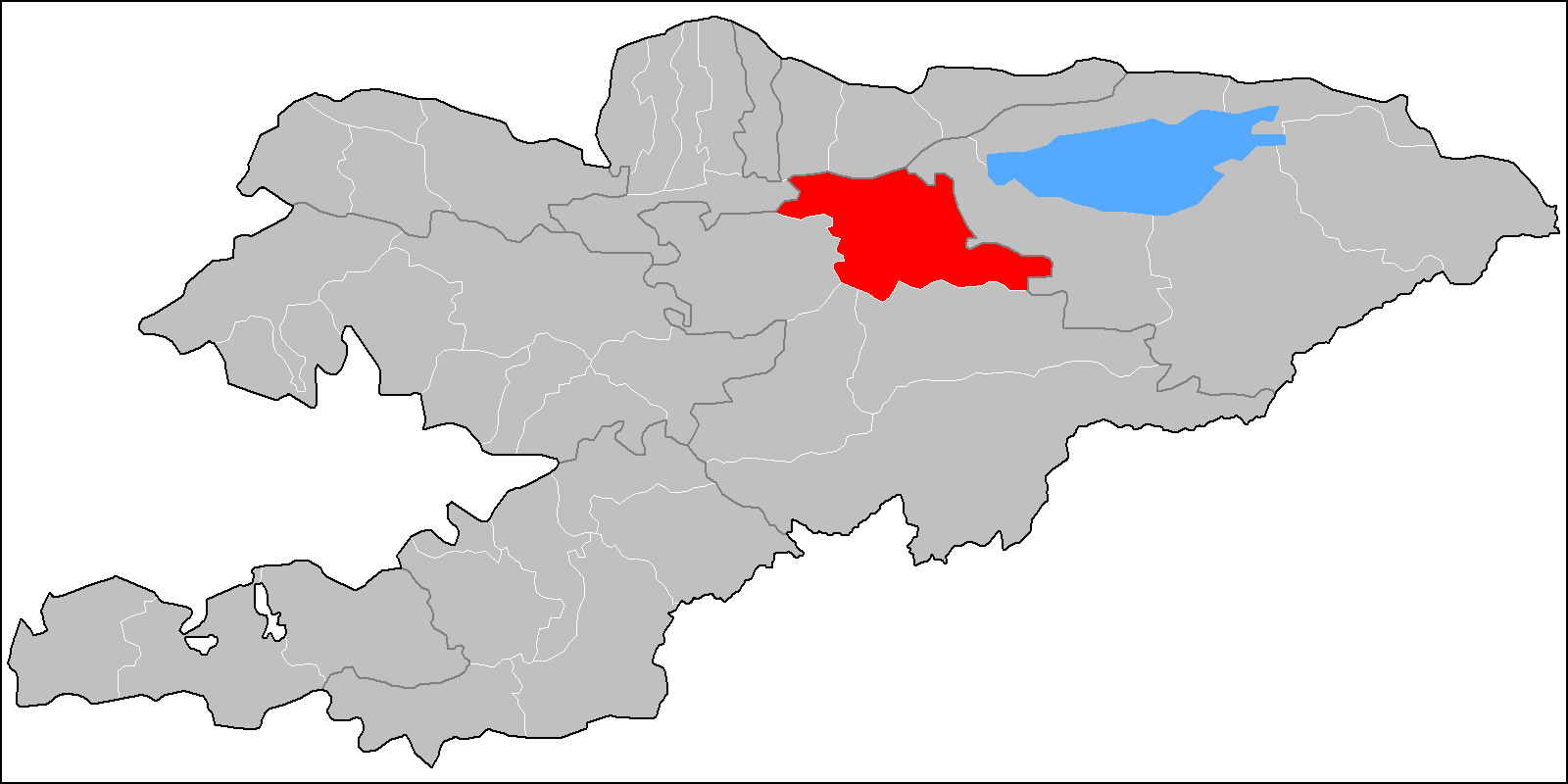
Der Rajon Kotschkor in der Oblast Naryn

Kotschkor liegt etwa 185 km (Fahrstrecke) östlich von Bischkek auf knapp 1800 m Höhe am Südfuß und östlichen Ende des Kirgisischen Gebirges auf beiden Ufern des Tschüi, der hier aus der Vereinigung seiner Quellflüsse Dschoon-Aryk und Kotschkor entsteht. Der Ort ist Ausgangspunkt für Trekking-Touren in die umgebende Gebirgswelt und insbesondere auch zum malerisch gelegenen Bergsee Song-Köl, und die Tourismus-Infrastruktur (Unterkünfte, Restaurants, Reiseveranstalter und -führer) ist verhältnismäßig gut entwickelt.
Die Fernstraße A365, eine der beiden größeren Straßen im Oblast Naryn, verläuft vom Oblus Tschüi (mit Anbindung an Bischkek) im Norden durch Kotschkor nach Süden über den 3030 m hohen Dolon-Pass nach Naryn, die Hauptstadt des Gebiets, und weiter nach Süden, zum 3752 m hohen Turugart-Pass und der dortigen Grenze mit China. Die zweite größere Straße im Oblast Naryn, die A367, zweigt etwa 4 km westlich von Kotschkor von der A365 nach Westen ab, durchquert den Norden des Gebiets Naryn und verbindet Kotschkor mit dem Suusamyr-Tal, wo sie auf die M41 (Kara-Balta – Osch) trifft, die den 3586 m hohen Töö-Pass in einem Tunnel unterquert.
Etwa 25 km nordöstlich von Kotschkor befindet sich die Orto-Tokoi-Talsperre am Tschüi-Fluss und der A365 und etwa 45 km nordöstlich liegt die über die A365 erreichbare Stadt Balyktschy am Westende des Sees Yssyk-Köl. Nach Balyktschy war für lange Zeit eine Bahnverbindung geplant, die Kohlelagerstätten südwestlich von Kotschkor bei Kara-Ketsche erschlösse. Der Bau dieser Verbindung begann 2022.
Das Dorf wurde im Jahr 1911 gegründet. In der 2. Hälfte des 19. Jahrhunderts ließen sich uigurische und usbekische Kaufleute im Dorf nieder.

## Persönlichkeiten
- Nurlan Abdukalykow (1965–1988), sowjetisch-kirgisischer Boxer